# Segunda Categoría del Carchi
El Campeonato Provincial de la Segunda Categoría del Carchi es un torneo oficial de fútbol de ascenso en la provincia del Carchi. Es organizado anualmente por la Asociación de Fútbol Profesional del Carchi (AFPC). Los dos mejores clubes (campeón y subcampeón) clasifican al torneo de Ascenso Nacional por el ascenso a la Serie B, además el campeón provincial clasificará a la primera fase de la Copa Ecuador.

## Estructura de ascenso

### Sistema de campeonato actual
Para la temporada 2024, el torneo provincial carchense tiene inscrito a 4 clubes que disputarán 2 cupos para el torneo de ascenso y un cupo para la Copa Ecuador que se lo dara al campeón provincial. El torneo se compone de dos etapas. La primera etapa consistirá juegos de todos contra todos dando un total de 6 fechas, así mismo se repetira el formato para la segunda etapa, en la cual se definira al campeón por medio de la tabla acumulada entre ambas etapas.

## Palmarés
| Temporada | Campeón                            | Subcampeón                         |
| --------- | ---------------------------------- | ---------------------------------- |
| 2014      | Atlético Tulcán (1)                | Deportivo Oriental (1)             |
| 2015      | Atlético Tulcán (2)                | Deportivo San Gabriel (1)          |
| 2016      | Atlético Tulcán (3)                | Dunamis TCE (1)                    |
| 2017      | Deportivo San Gabriel (1)          | Dunamis TCE (2)                    |
| 2018      | Dunamis 04 (1)                     | Deportivo San Gabriel (2)          |
| 2019      | Atlético Cash Ciudad de Tulcán (1) | Carchi 04 (1)                      |
| 2020      | Dunamis 04 (2)                     | Atlético Cash Ciudad de Tulcán (1) |
| 2021      | Dunamis 04 (3)                     | Montúfar F. C. (1)                 |
| 2022      | Dunamis 04 (4)                     | Ciudad de Tulcán (1)               |
| 2023      | Dunamis 04 (5)                     | Ciudad de Tulcán (2)               |
| 2024      | Montúfar F. C. (1)                 | Dunamis 04 (1)                     |
| 2025      | Por definir                        | Por definir                        |

## Estadísticas por equipo

### Campeonatos
| Equipo                | Títulos | Subtítulos | Temporadas campeón            | Temporadas subcampeón |
| --------------------- | ------- | ---------- | ----------------------------- | --------------------- |
| Dunamis 04            | 5       | 3          | 2018, 2020, 2021, 2022, 2023. | 2016, 2017, 2024.     |
| Atlético Tulcán       | 3       | 0          | 2014, 2015, 2016.             |                       |
| Ciudad de Tulcán      | 1       | 3          | 2019.                         | 2020, 2022, 2023.     |
| Deportivo San Gabriel | 1       | 1          | 2017.                         | 2015.                 |
| Montúfar F. C.        | 1       | 1          | 2024.                         | 2021.                 |
| Carchi 04             | 0       | 1          |                               | 2019.                 |
| Deportivo Oriental    | 0       | 1          |                               | 2014.                 |

### Estadísticas por Cantón
| Cantón   |   | Títulos                                                 |   | Subtítulos                                                               |  |
| -------- | - | ------------------------------------------------------- | - | ------------------------------------------------------------------------ |  |
| Tulcán   | 9 | Dunamis 04 (5) Atlético Tulcán (3) Ciudad de Tulcán (1) | 8 | Ciudad de Tulcán (3) Dunamis 04 (3) Carchi 04 (1) Deportivo Oriental (1) |  |
| Montúfar | 2 | Deportivo San Gabriel (1) Montúfar F. C. (1)            | 2 | Deportivo San Gabriel (1) Montúfar F. C. (1)                             |  |

## Antiguo Miembro
| Club                 | Fundación | Afiliado hasta | Ciudad sede | Asociación afiliada                          | División actual               |
| -------------------- | --------- | -------------- | ----------- | -------------------------------------------- | ----------------------------- |
| Club Atlético Tulcán | 2014      | 2017           | Ibarra      | Asociación de Fútbol Profesional de Imbabura | Segunda Categoría de Imbabura |